# アンネリーゼ・ローテンベルガー

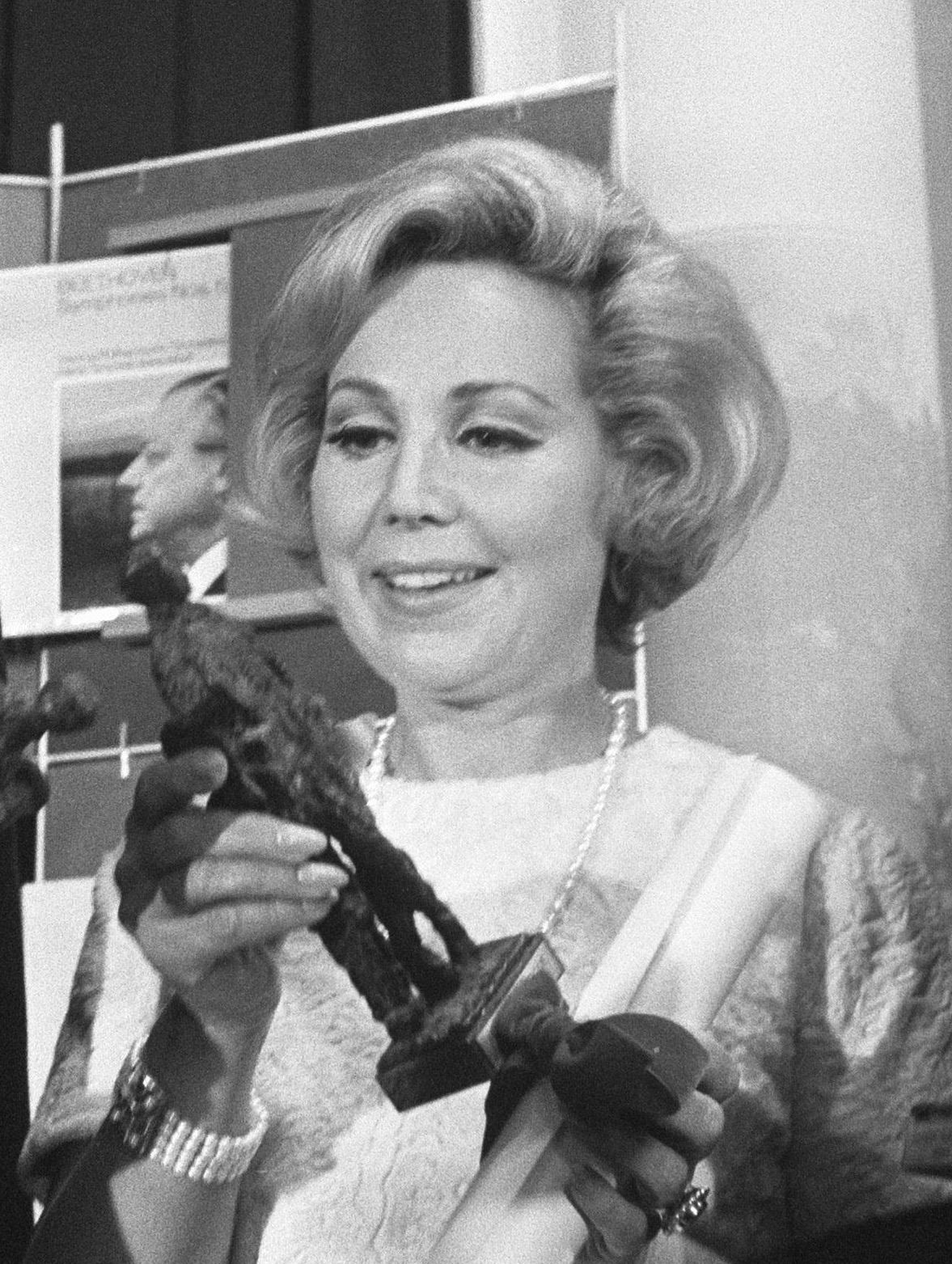
Anneliese Rothenberger, 1969

アンネリーゼ・ローテンベルガー（Anneliese Rothenberger, 1924年6月19日 - 2010年5月24日）は、ドイツ、マンハイム生まれのオペラ歌手。リリック・ソプラノ。

## 経歴
エリカ・ミュラーに学び、1943年にコブレンツで初舞台を踏んだ。1947年、ギュンター・レナートがハンブルク州立歌劇場に招いた。彼女がそこで今日でも有名なレナート制作によるアルバン・ベルクの『ルル』を歌うことになる20年前のことである。彼女はミュンヘン・オペラ・フェスティバルでも、クリストフ・フォン・ドホナーニの指揮で同じ役を歌っている。
1954年にはザルツブルク音楽祭にデビューし、3年後には、ロルフ・リーバーマンの『Schule der Frauen』に出演した。1954年からは彼女はウィーン国立歌劇場のゲスト歌手となった。ニューヨークの聴衆が彼女の素晴らしいソプラノを聞くことができたのは1960年、『ばらの騎士』においてである。彼女の歌唱はロッテ・レーマンをして「世界で最高のゾフィー」と言わしめた。ヘルベルト・フォン・カラヤンは、映画にも撮影された『ばらの騎士』のザルツブルク音楽祭公演に、エリーザベト・シュヴァルツコップ、セーナ・ユリナッチとともに彼女を起用した。
ローテンベルガーは初めは軽快で叙情的な高い声域に恵まれていたが、1960年代中頃には、より強く劇的な役柄に変わっていった。それには『後宮からの誘拐』（モーツァルト）のコンスタンツェ、『コジ・ファン・トゥッテ』（同）のフィオルディリージ、『アラベラ』（リヒャルト・シュトラウス）のズデンカ、『ヴォツェック』（ベルク）のマリー、『カルメル派修道女の対話』（プーランク）の修道女コンスタンスなどが含まれ、また舞台では『ラ・トラヴィアータ』のヴィオレッタも演じた。そしてヘンツェ、ブリテン、ヒンデミット、カール・オルフ、プフィッツナーあるいはメノッティなどの多くの現代オペラにも出演した。彼女はまた歌曲の熱心な歌い手でもあった。1960年代から1970年代にかけては、エレクトローラで膨大な数のオペレッタ全曲録音に主演。その殆どは現在もなおCDとして愛され続けている。

## 引退
ローテンベルガーは1970年代にはテレビの人気者になっていた。舞台から引退したのは1983年のことである。1999年、45年連れ添った夫が亡くなると、ローテンベルガーはスイスのコンスタンツ湖（ボーデン湖）畔に落ち着いた。2003年に、彼女はその生涯の業績によりエコー賞を受賞した。1973年に『メロディ、わが人生（Melodie meines Lebens）』というタイトルの自叙伝を著している。

## 録音
ローテンベルガーのオペラに関する業績は、数多くの全曲盤録音やハイライト盤で残されている。それは『魔笛』、『ドン・ジョヴァンニ』、『イドメネオ』、『アラベラ』、『こうもり』、『オルフェオとエウリディーチェ』、『ヘンゼルとグレーテル』、『メリー・ウィドウ』、『ラ・ボエーム』、『ラ・トラヴィアータ』そして『マルタ』などであり、『フィガロの結婚』（ドイツ語版）も含まれる。舞台や録音で彼女と共演した歌手はリーザ・デラ・カーザ、ディートリヒ・フィッシャー＝ディースカウ、フリッツ・ヴンダーリッヒ、イルムガルト・ゼーフリート、ニコライ・ゲッダ、ペーター・シュライアー、ヴァルター・ベリー、ルドルフ・ショックなど数え切れない。